# Kvarntjärnen (Grythyttans socken, Västmanland)
Kvarntjärnen är en sjö i Hällefors kommun i Västmanland och ingår i Göta älvs huvudavrinningsområde. Kvarntjärn ligger i Murstensdalen Natura 2000-område.